# Paragonia pardipennaria
Paragonia pardipennaria är en fjärilsart som beskrevs av Walker 1860. Paragonia pardipennaria ingår i släktet Paragonia och familjen mätare. Inga underarter finns listade i Catalogue of Life.